# لپیدولید
لپیدولید (به انگلیسی: Lepidolide) یک ترکیب شیمیایی است. شکل ظاهری این ترکیب، روغن زرد کمرنگ است.